# 馬來西亞的孟加拉人
馬來西亞的孟加拉人，是指在馬來西亞出生或移民到馬來西亞的孟加拉裔人。孟加拉人在是馬來西亞外國勞動力的一大部分。據估計，他們的人口總數為221,000人，大約是2017年馬來西亞所有外國工人的八分之一。在2016年年初，孟加拉國總理謝赫·哈西娜簽署了一項有爭議的勞動力輸出協議，使得共有150萬孟加拉國工人分三年陸續送達馬來西亞。這一決定遭到政府和普通馬來西亞公眾的批評，並迅速被撤銷。

## 移民歷史
孟加拉人很早已在馬來西亞活動，歷史記錄表明，孟加拉灣的商人在15世紀至16世紀參與了在馬六甲蘇丹國的商業活動。
在英國殖民時代，很多孟加拉人被英國人送到馬來西亞，他們中的許多人包括貿易商，警察，苦力，種植勞工和殖民地士兵。這種遷徙主要發生在18世紀後期至20世紀30年代。 今天，估計馬來西亞約有230000人的祖先是孟加拉人。開拓者的遺產之一是1803年建於檳城的孟加拉清真寺。
現代孟加拉國的第一批工人據信是1986年前來種植園工作工人，約500人。這兩個國家在1992年就人力輸出達成了政府層面的協議，隨後移民大幅增加。截至1999年，官方數據顯示孟加拉國有385,496人前往馬來西亞工作，當時在該國約有229,000人，佔所有孟加拉國工人海外人口的12％。這一數字與科威特和阿拉伯聯合酋長國的數字大致相當，但比沙特阿拉伯數量要少得多。從馬來西亞到孟加拉國的匯款在1993年達到約500萬美元，但到1999年增長了11倍，達到5700萬美元。
建築工人佔孟加拉國移民工人的很大比例。從1992年7月到1995年12月，89111名孟加拉國人獲發放臨時工作證，26484人或29.7％在建築工程工作，佔馬來西亞建築業所有工人的五分之一，並使他們成為排在印度尼西亞的第二大外勞集團。91.4％是首次外出的移民。調查顯示，6.4％至14.9％的人承認非法工作，沒有適當的工作許可或旅行證件。
在馬來西亞的羅興亞人也被認為是孟加拉人。